# St Mark’s Church (Brithdir)
Koordinaten: 52° 44′ 55,3″ N, 3° 49′ 59,5″ W

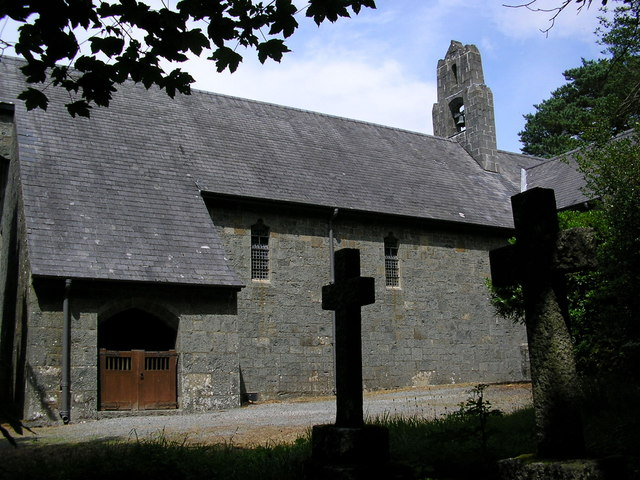
St Mark’s Church, Brithdir, Südseite

St Mark’s Church ist ein redundantes Kirchengebäude im Weiler Brithdir in Gwynedd, Wales. Das Bauwerk wurde von Cadw am 26. Mai 1995 im Grade I in die Statutory List of Buildings of Special Architectural or Historic Interest aufgenommen, und wird von den Friends of Friendless Churches unterhalten. Das Kirchengebäude gilt als eines der schönsten im Stil des Arts and Crafts in Wales.

## Geschichte
Das Kirchengebäude wurde von 1895 bis 1898 erbaut und am 26. April 1898 geweiht. Der Entwurf des Gebäudes stammt von Henry Wilson, einer „führenden Person des Arts and Crafts Movement“. Der Bau wurde von Louisa Tooth im Gedenken an ihren zweiten Ehemann Rev Charles Tooth in Auftrag gegeben, der Kaplan und Gründer der anglikanischen Sankt-Markus-Kirche in Florenz war. Seitdem die Kirche als redundant befunden wurden, wird sie von den Friends of Friendless Churches unterhalten.

## Architektur

### Exterieur
Die Kirche ist aus Backsteinen gemauert und hat eine Fassade aus örtlichem grau-grünem Werkstein. Das Dach ist mit Schiefer gedeckt. Das Mauerwerk auf der Außenseite ist absichtlich unbehandelt geblieben, weil der Architekt wollte, dass „die Kirche aussähe, als sei sie gerade dem Boden entsprungen, statt auf diesen gesetzt worden zu sein“. Der Grundriss besteht aus dem Kirchenschiff mit Veranda an Nord- und Südseite sowie dem Altarraum. Querschiffe erstrecken sich nach Norden und nach Süden. An der Westseite befinden sich zwei Reihen von Kielbogenfenstern. Zwischen den Fenstern in der oberen Reihe ist ein Relief mit einem Kreuz angebracht. Ähnliche Fenster befinden sich an der Nord- und der Südseite der Kirche. Auf dem Dach, westlich der Querschiffe, sitzt ein zweireihiger Glockenstuhl. Im unteren Bereich in einer Rundbogenöffnung hängt eine Glocke. Ein gestuftes Strebewerk auf der Ostseite enthält ein gerundetes Lanzettfenster, beide Seiten besitzen je ein Kielbogenfenster.

### Interieur
Das Innere der Kirche ist verputzt; die Wände des Kirchenschiffes sind in einem satten, warmen rot, die Decke blau und die Wände des Altarraumes sind in creme, fast gelb gestrichen. Das Kirchenschiff weist drei Joche auf, die Decke ist schräg und hat ein einfaches Gesims. Die Türen nach Norden und Süden sind im Stil der Art Nouveau gestaltet. Sie bestehen aus Eichen- und Teakholz im Zickzackmuster und sind mit Perlmutt verziert. Das Haupt-Taufbecken hat eine runde Schüssel, die von einer achteckigen Säule getragen wird. Sie wurde an der Central School of Art and Design in London gefertigt und ist mit Blattmustern und Christusmonogrammen versehen. Die Kanzel und das Altarretabel wurden von Wilson entworfen und bestehen aus gehämmertem und gepresstem Kupfer. Sie sind im Arts-and-Crafts-Stil gestaltet, wobei die Kanzel Trauben und Texte aus der Vulgata aufweist.
Der Altarraum hat ein Kreuzgewölbe. Das nördliche Querschiffe beinhaltet die Orgel und im südlichen Querschiff befindet sich ein Balkon. Die Kirchenstühle im Altarraum wurden aus Edelkastanienholz geschreinert, von Wilson entworfen und von Arthur Grove mit zoomorphen Tiermotiven geschnitzt. Darunter sind ein Feldhase, eine Schildkröte, Eichhörnchen. Kaninchen, eine Eule, ein Maus, ein Eisvogel und ein Delphin. Das Geländer um den Altar enthält zwischen starken Pfosten Holztafeln. Die Altarfront wurde von Wilson entworfen; sie besteht aus gegossenem Kupfer und enthält Figurentafeln. Diese bilden links die Verkündigung mit der Jungfrau Maria und eine Taube mit einem knienden Engel und ganz rechts Rev Tooth und sein Schutzengel. Das Altarretabel bildet eine Kletterpflanze ab, die einem Abendmahlkelch entspringt und an den Seiten geht das Monogram „IHS“ in Atlantische Hasenglöckchen über. Die Orgel hat ein Manual und wurde 1901 von Peter Conacher aus Huddersfield gebaut.

## Kritiken
Die Kirche wurde von Cadw im Grade I eingestuft, weil sie „ein höchst wichtiges und unverändertes Beispiel aus dem Werk von Henry Wilson, einer der führenden Figuren des Arts and Crafts Movement. St Mary's, Brithdir reiht sich unter seinen Hauptarbeiten in Britannien ein“. Es handle sich um ein „für seine Zeit außergewöhnlich wichtiges und fortgeschrittenes Werk“. Die Kirche wird als „eine der wenigen vollblütigen Arts-and-Crafts-Kirchen in Wales“ erachtet und als „einer der herausragenden Kirchen des Arts and Crafts Movement. (…) Die Ausschmückung und Ausstattung des Inneren sind wohl die vollständige und beste Arts-and-Crafts-Arbeit in Wales.“

## Belege
1. 1 2 3 4 5 6 7 8 9  St Mark’s Church, Brithdir. Historic Wales (Cadw), archiviert vom Original am 19. Juli 2011; abgerufen am 17. September 2010 (englisch).  Info: Der Archivlink wurde automatisch eingesetzt und noch nicht geprüft. Bitte prüfe Original- und Archivlink gemäß Anleitung und entferne dann diesen Hinweis.
2. 1 2 3 4 5  St.Marks, Brithdir. Friends of Friendless Churches, abgerufen am 17. November 2021 (englisch).
3. 1 2 3  St Marc, Brithdir. Church in Wales, archiviert vom Original am 7. Juni 2011; abgerufen am 17. September 2010 (englisch).  Info: Der Archivlink wurde automatisch eingesetzt und noch nicht geprüft. Bitte prüfe Original- und Archivlink gemäß Anleitung und entferne dann diesen Hinweis.
4. 1 2 3 4  St Mark’s Church, Brithdir, Brithdir and Llanfachreth. British Listed Buildings, abgerufen am 17. September 2010 (englisch).
5. ↑  Merioneth (Gwynedd), Brithdir Nr. Dolgellau, St. Mark. British Institute of Organ Studies, abgerufen am 17. September 2010 (englisch).